# Récompenses des Pacers de l'Indiana
Les Pacers de l'Indiana sont une franchise de basket-ball américaine évoluant dans la National Basketball Association. Cet article regroupe l'ensemble des récompenses des Pacers de l'Indiana durant les saisons ABA et NBA.

## Titres de l'équipe

### Champion ABA
Les Pacers ont gagné 3 titres de champion ABA : 1970, 1972, 1973.

### Champion de Conférence
Ils ont remporté deux titres de champion de la conférence Est en NBA : 2000 et 2025.

### Champion de Division
Ils ont remporté 2 titres de champion de la Division Est et un titre de la Division Ouest en ABA : 1969, 1970 et 1971.
Ils ont remporté 6 titres de champions de la Division Centrale au sein de la NBA : 1995, 1999, 2000, 2004, 2013 et 2014.
Un total de 9 titres de champion de division a été glané par la franchise des Pacers.

## Titres individuels en ABA

### MVP
- Mel Daniels (x2) – 1969, 1971
- George McGinnis – 1975

### MVP des Finales
- Roger Brown – 1970
- Freddie Lewis – 1972
- George McGinnis – 1973

## Titres individuels en NBA

### MVP de la finale de la Conférence Est
- Pascal Siakam – 2025

### Défenseur de l'année
- Ron Artest– 2004

### Rookie de l'année
- Chuck Person – 1987

### 6ehomme de l'année
- Detlef Schrempf (x2) – 1991, 1992

### Meilleure progression de l'année
- Jalen Rose – 2000
- Jermaine O'Neal – 2002
- Danny Granger – 2009
- Paul George – 2013
- Victor Oladipo – 2018

### Entraîneur de l'année
- Jack McKinney – 1981
- Larry Bird – 1998

### Exécutif de l'année
- Larry Bird – 2012

### J. Walter Kennedy Citizenship Award
- Reggie Miller – 2004
- Malcolm Brogdon – 2020

## Hall of Fame

### Joueurs
9 hommes ayant joué aux Pacers principalement, ou de façon significative pendant leur carrière ont été introduits au Basketball Hall of Fame (également appelé Naismith Memorial Basketball Hall of Fame).
| Joueur          | Activité aux Pacers | Activité aux Pacers | Hall of Fame        |
| Joueur          | Années              | Titres avec Indiana | Année intronisation |
| --------------- | ------------------- | ------------------- | ------------------- |
| Alex English    | 1978–1980           | 0                   | 1997                |
| Adrian Dantley  | 1977                | 0                   | 2008                |
| Gus Johnson     | 1972                | 1                   | 2010                |
| Chris Mullin    | 1997–2000           | 0                   | 2011                |
| Mel Daniels     | 1968–1974           | 3                   | 2012                |
| Reggie Miller   | 1987–2005           | 0                   | 2012                |
| Roger Brown     | 1967–1974 1975      | 0                   | 2013                |
| George McGinnis | 1971–1975 1980–1982 | 2                   | 2017                |
| Tim Hardaway    | 2003                | 0                   | 2022                |

### Entraineurs, managers et contributeurs
| Personnalité | Activité aux Pacers | Activité aux Pacers | Activité aux Pacers | Hall of Fame        | Hall of Fame |
| Personnalité | Années              | Titres avec Indiana | Fonction            | Année intronisation | Qualité      |
| ------------ | ------------------- | ------------------- | ------------------- | ------------------- | ------------ |
| Jack Ramsay  | 1986–1988           | 0                   | entraîneur          | 1992                | entraîneur   |
| Larry Brown  | 1993–1997           | 0                   | entraîneur          | 2002                | entraîneur   |
| Bob Leonard  | 1968–1980           | 3                   | entraîneur          | 2014                | entraîneur   |

## Maillots retirés
Les maillots retirés de la franchise d'Indiana sont les suivants :
- 30 - George McGinnis
- 31 - Reggie Miller
- 34 - Mel Daniels
- 35 - Roger Brown
- 529 - Bob Leonard

## Récompenses du All-Star Week-End

### Sélections au All-Star Game
Liste des joueurs sélectionnés pour le All-Star Game, en tant que joueur des Pacers de l'Indiana :

#### En ABA
- Bob Netolicky (x4) – 1968, 1969, 1970, 1971
- Roger Brown (x4) – 1968, 1970, 1971, 1972
- Freddie Lewis (x3) – 1968, 1970, 1972
- Mel Daniels (x6) – 1969, 1970, 1971, 1972, 1973, 1974
- George McGinnis (x3) – 1973, 1974, 1975
- Billy Knight – 1976
- Don Buse – 1976

#### En NBA
- Billy Knight – 1977
- Don Buse – 1977
- Reggie Miller (x5) – 1990, 1995, 1996, 1998, 2000
- Detlef Schrempf – 1993
- Rik Smits – 1998
- Dale Davis – 2000
- Jermaine O'Neal (x6) – 2002, 2003, 2004, 2005, 2006, 2007
- Brad Miller – 2003
- Ron Artest – 2004
- Danny Granger – 2009
- Roy Hibbert (x2) – 2012, 2014
- Paul George (x4) – 2013, 2014, 2016, 2017
- Victor Oladipo (x2) – 2018, 2019
- Domantas Sabonis (x2) – 2020, 2021
- Tyrese Haliburton (x2) – 2023, 2024
- Pascal Siakam – 2025

### MVP du All-Star Game

#### En ABA
- Mel Daniels – 1971

### Coachs au All-Star Game

#### En ABA
- Bob Leonard – 1970

#### En NBA
- Larry Bird – 1998
- Isiah Thomas – 2003
- Rick Carlisle – 2004
- Frank Vogel – 2014

### Vainqueur du concours de dunks
- Fred Jones – 2004
- Glenn Robinson III – 2017

### Vainqueur du Skills Challenge
- Domantas Sabonis – 2021
- Tyrese Haliburton, Bennedict Mathurin, Myles Turner – 2024

## Distinctions en fin d'année (ABA)

### All-ABA Team

#### All-ABA First Team
- Mel Daniels (x3) – 1969, 1970, 1971
- Roger Brown – 1971
- George McGinnis (x2) – 1974, 1975
- Billy Knight – 1976

#### All-ABA Second Team
- Roger Brown (x2) – 1968, 1970
- Bob Netolicky – 1970
- George McGinnis – 1973
- Mel Daniels – 1973
- Don Buse – 1976

### ABA All-Defensive Team
- Don Buse (x2) – 1975, 1976

### ABA All-Rookie Team
- Bob Netolicky – 1968
- George McGinnis – 1972
- Billy Knight – 1975

## Distinctions en fin d'année (NBA)

### All-NBA Team

#### All-NBA Second Team
- Jermaine O'Neal – 2004

#### All-NBA Third Team
- Reggie Miller (x3) – 1995, 1996, 1998
- Jermaine O'Neal (x2) – 2002, 2003
- Ron Artest – 2004
- Paul George (x3) – 2013, 2014, 2016
- Victor Oladipo – 2018
- Tyrese Haliburton (x2) – 2024, 2025

### NBA All-Defensive Team

#### NBA All-Defensive First Team
- Don Buse – 1977
- Ron Artest – 2004
- Paul George – 2014
- Victor Oladipo – 2018

#### NBA All-Defensive Second Team
- Dudley Bradley – 1981
- Micheal Williams – 1992
- Derrick McKey (x2) – 1995, 1996
- Ron Artest – 2003
- Paul George (x2) – 2013, 2016
- Roy Hibbert – 2014

### NBA All-Rookie Team

#### NBA All-Rookie First Team
- Clark Kellogg – 1983
- Steve Stipanovich – 1984
- Chuck Person – 1987
- Rik Smits – 1989
- Bennedict Mathurin – 2023

#### NBA All-Rookie Second Team
- Jamaal Tinsley – 2002
- Danny Granger – 2006
- Paul George – 2011
- Myles Turner – 2016
- Chris Duarte – 2022